# An Unusual Angle
An Unusual Angle ist ein Science-Fiction-Roman des australischen Schriftstellers Greg Egan. Die englische Ausgabe wurde im Jahr 1983 von Norstrilia Press veröffentlicht. Der Roman beschreibt einen Schüler an einer Highschool, welcher eigene Filme mit seinem Gehirn dreht. Greg Egan war bei Veröffentlichung des Romans gerade 22 Jahre alt und betrachtete den Roman später als Jugendsünde. Sein nächster Roman Quarantine erschien im Jahr 1992, als Greg Egan bereits 31 Jahre alt war.

## Handlung
Protagonist und Erzähler der Geschichte ist ein Schüler an einer australischen Highschool mit einer selbstgewachsenen Kamera in seinem Gehirn. Dadurch ist es ihm möglich, als Video aufzuzeichnen, was seine Augen sehen, sowie als Ton aufnehmen, was seine Ohren hören. Effektiv verleiht ihm das ein fotografisches Gedächtnis, wovon aber niemand weiß. Gehirnchirurgen glauben ihm etwa nicht und wollen ihm nicht helfen, seine Filme aus seinem Kopf zu bekommen. In vielen Situationen schildert der Roman seinen Alltag, etwa seine Überlegungen dazu, ob seine Fähigkeiten für Klausuren in der Schule einzusetzen tatsächlich Betrug ist oder ob Filme in Kinos aufzuzeichnen tatsächlich illegal ist.

## Hintergrund
Greg Egan erzählte in einem Interview mit Eidolon im Jahr 1993, im letzten Jahr der High School von Amateurfilmen besessen gewesen zu sein („became obsessed with [amateur film-making] in my last year of high school“) und beschlossen zu haben, einen halbstündigen Film auf der Grundlage von Out of the Flying Pan von David Campton zu drehen. Alleine die Filmrechte kosteten tausend Dollar („a thousand dollars for the film rights“) und er arbeitete dafür ein paar Jahre lang für einen Milchwagen („saved up by working on a milk truck for a couple of years“). Obwohl es keine Aussicht gab, jemals einen Cent zu verdienen („had no prospect of ever earning a cent“), fuhr er mit der Arbeit an dem Film fort („went ahead and did it anyway“). Mit sich selbst als komplettem Team und der Hilfe von Freunden und Familie drehte er außerdem einen einstündigen Film nach einem eigenen Drehbuch, welches er als ziemlich plumpe Satire über ein Referendum beschrieb, bei dem entschieden werden soll, ob sich die Menschheit absichtlich selbst auslöscht („a pretty heavy-handed satire about a referendum being held to decide whether or not the human race should deliberately annihilate itself“). Nach seinem Bachelor of Science brach er sein Studium ab und arbeitete ein Jahr lang an dem Film, den er dazu nutzte, um sich an der Australian Film and Television School in Sydney zu bewerben („apply to the Australian Film and Television School in Sydney“). Doch bereits nach vier Wochen wurde ihm klar, wie sehr er die Arbeit in der Filmindustrie hassen würde. Greg Egan behauptete daraufhin, dass das Filmemachen so gut wie komplett aus seinen Gedanken verschwunden ist („film-making has pretty much vanished from [his] thoughts“). Abgesehen von der Kurzgeschichte Tangled Up über einen Filmemacher, der sich in einem unendlichen Regress von Filmen in Filmen verloren hat („a film-maker lost in an infinite regress of films-within-films“), war das Filmemachen in keinem seiner späteren Werke ein Thema („hasn't been a theme in any of my later work“).
Im Dezember 2009 veröffentlichte Greg Egan eine Kritik von Avatar von James Cameron und schrieb, sein Ziel war herauszufinden, was im ersten Jahrzehnt des einundzwanzigsten Jahrhunderts als Inbegriff eines Science-Fiction-Films gilt („aim was to find out what counts as a quintessential science-fiction blockbuster at the end of the first decade of the twenty-first century“). Im Juni 2015 veröffentlichte Greg Egan das Essay No Intelligence Required darüber, dass nahezu jeder zeitgenössische Science-Fiction-Film unrettbar dumm sei („almost every contemporary science fiction movie irredeemably stupid“) und analysierte Her von Spike Jonze, Ex Machina von Alex Garland und Interstellar von Christopher Nolan.
Im Roman werden haufenweise Querverweise auf Filme und Regisseure gemacht. Etwa wird das bekannte Zitat „Niemand erwartet die Spanische Inquisition!“ („Niemand erwartet die Spanische Inquisition!“) aus dem Sketch Die Spanische Inquisition von Monty Python erwähnt. Die Rückkehr der Jedi-Ritter (Return of the Jedi), welcher ebenfalls im Jahr 1983 veröffentlicht wurde, wird dabei noch als Die Rache der Jedi-Ritter (Revenge of the Jedi) bezeichnet, was tatsächlich während der zeitgleich zur Entstehungsphase des Romans ablaufenden Werbephase für den Film noch der offizielle Titel war.

## Kritik
Evelyn C. Leeper schreibt in The MT Void, dass die Handlung zwar nicht wie die späteren Romane von Greg Egan sei, jedoch die Fülle an Ideen, welche diese charakterisiere. Es gebe etwa einen Teil darüber, wie Quantenmechanik das Konzept des Freien Willens wiederherstelle, indem der Protagonist nichtmaterielle Kopien von sich aussende und tatsächlich Filme in seinem Kopf mache. (The plot of this book is not like Egan's later work, but the wealth of ideas—and many of the same ideas—that characterize his later work is. There is a section on how quantum mechanics restored the concept of free will. The protagonist sends out "viewpoints"–essentially non-material copies of himself–to perform various tasks. The protagonist is (literally) making films in his head, which conjures up a vision of universes within an individual mind, which in turn conjures up the image of layers of universes. (And yes, I mean literally–the protagonist claims to have an actual little film lab in there!)")